# Vliegveld van Schaffen
Het vliegveld van Schaffen, ook vliegbasis Schaffen en vliegveld van Diest, is een militair vliegveld van de Belgische luchtmacht in Schaffen, een deelgemeente van de Belgische stad Diest. Het Opleidingscentrum voor Parachutisten (TrC Para) van de Belgische ParaCommando's, het Special operations regiment heeft hier zijn thuisbasis.

## Geschiedenis
De vliegbasis Schaffen werd oorspronkelijk rond 1914 opgericht door het binnenvallende keizerlijke Duitse leger tijdens de Eerste Wereldoorlog. De Keizerlijke Duitse Luchtdienst (Die Fliegertruppen) gebruikte het als vliegveld voordat het zich in november 1918 terugtrok na de wapenstilstand met Duitsland.

### Slag om België
Tussen de twee wereldoorlogen was het vliegveld een belangrijke basis voor de Belgische Luchtmacht. Begin 1940 was ongeveer de helft van de Belgische luchtmacht er gelegerd voor de Slag om België in mei. 
In de vroege ochtend van 10 mei werd alarm geslagen en gingen de vliegers op vliegbasis Schaffen naar hun vliegtuigen, in de veronderstelling dat het een oefening was. Een paar minuten later vlogen 50 ongeïdentificeerde vliegtuigen over het vliegveld. Om 04.20 uur startten de Belgische Hawker Hurricanes op het vliegveld hun motoren. 12 minuten later werden drie Luftwaffe Heinkel He 111's opgemerkt, niet gehinderd door artillerie vanop de grond. De 111's beschoten het vliegveld meerdere keren. De Belgische vliegtuigen probeerden op te stijgen door de explosies en branden. Minuten later beschoten en bombardeerden Me-110's en Dornier Do 17's het vliegveld. Vier Hurricanes werden in brand gestoken en 6 andere werden beschadigd. Het dak van de hangar stortte in en de vliegtuigen erin werden vernietigd. 
Tegen 05.30 uur waren er nog maar vijf vliegtuigen operationeel, twee Hawker Hurricanes en drie Glosters. Na de aanval werden de overlevenden weggevlogen en het vliegveld verlaten.

### Gebruik door de Luftwaffe
Tijdens de Duitse bezetting van België werd Sturzkampfgeschwader 1 (StG 1) in Schaffen gevormd als Erg.Staffel/St.G.1. Het bediende Ju-87 Stuka-duikbommenwerpers vanaf het veld en viel de Britse scheepvaart in het Kanaal aan. De Stuka's leden echter aanzienlijke verliezen tegen RAF-jagers boven het Kanaal en werden in augustus teruggetrokken naar bases op de Balkan. Voor de rest van de bezetting was Schaffen een niet-gevechtsvliegveld van het Flughafen-Bereichs-Kommando 22/XI (Luchthavengebiedscommando 22/XI).

### Gebruik door de Royal Air Force
Het Britse leger trok door het gebied van Diest en dreef de Duitse bezettingsmacht terug naar het noorden naar Nederland. Royal Engineers verhuisden naar het vliegveld en het werd opnieuw aangewezen als Advanced Landing Ground B-64. Sommige RAF-eenheden gebruikten het veld tot de Duitse capitulatie in mei 1945.

### Naoorlogs gebruik
Na de oorlog werd Schaffen de locatie van de basisschool van de Belgische Luchtmacht (Nederlands: Elementaire Vliegschool, Frans: Ecole de Pilotage Elémentaire). In 1950 vertrok de EVS echter naar vliegbasis Goetsenhoven. Sinds 1946 is de vliegbasis Schaffen ook de thuisbasis van het Opleidingscentrum voor Parachutisten (TrgC Para) van de Belgische ParaCommando's, tegenwoordig het Special operations regiment.
Dit vliegveld wordt tijdens het weekend ook gebruikt door de burgerparachutisten van Para Centrum Vlaanderen (PCV), Diest Aero Club (DAC) om te zweefvliegen en door Diest Model Club (DMC) voor het vliegen met modelbouwvliegtuigen. 
Jaarlijks wordt er rond de 15de augustus op dit vliegveld een "Fly and Drive In" georganiseerd. Dit evenement trekt altijd veel geïnteresseerden. Bezoekende sportvliegtuigen komen uit heel Europa en de oldtimers, vrachtwagens, tractoren, motoren en huifkarren komen uit de grotere regio rond België.